# Wilhelm von Hillern-Flinsch
Wilhelm Ernst Ferdinand von Hillern-Flinsch (* 26. März 1884 in Freiburg im Breisgau; † 11. April 1986 in  München) war ein deutscher expressionistischer Maler und Gebrauchsgrafiker. Er wird zur „verschollenen Generation“ gezählt. Hillern-Flinsch war auch Wintersportler und gilt als erster deutscher Bobfahrer.

## Familie
Sein Vater Oskar Flinsch (* 1856 Freiburg; † 1948 Stockholm) war ein Spross der deutschlandweiten Papierhandels- und Produzentenfamilie Flinsch, die auch in Freiburg im Breisgau eine Papierfabrik betrieb. Seine Mutter Charlotte von Hillern (* 1861 Freiburg; † 1946 Stockholm) war die zweite Tochter der berühmten Schriftstellerin Wilhelmine von Hillern (1836–1916)., u. a. die Autorin der Geier-Wally, und des Landgerichtspräsidenten in Freiburg Hermann von Hillern (1817–1882). Auch deren erste Tochter Hermine (1859–1924) wurde Schriftstellerin.
Wilhelm von Hillern-Flisch war der erstgeborene Sohn. Er hat mit Erna (* 1885), der Klaviervirtuosin Anita (1890–1977 Stockholm) und Edgar (1893–?) drei Geschwister.

## Leben
Von seinem achten bis zehnten Lebensjahr war er von 1892 bis 1894 in der Herrnhuter Erziehungsanstalt in Königsfeld im Schwarzwald und wechselte dann von 1894 bis 1897 auf eine Schule in Wandsbek. Ab seinem 13. Lebensjahr erhielt er an der Klosterschule in Roßleben/Unstrut ab 1897 seine humanistische Schulausbildung. Im April 1903 folgte eine Laufbahn als Berufsoffizier, wobei er dem 2. Garde-Feldartillerie-Regiment in Potsdam als Fahnenjunker beitrat. Im April 1905, inzwischen Fähnrich, wurde er zum Leutnant befördert und erhielt ein Patent vom 29. Januar 1904.
Seine Freizeit gehörte dem Bobsport, dem Schachspiel und der Malerei. Von 1906 bis 1920 gewann er Preise in Davos, St. Moritz und Garmisch-Partenkirchen mit seinem Viererbob „Die Spinne“.
Im Jahr 1910 nahm er Abschied vom aktiven Militärdienst. Er heiratete in London als Wilhelm Ernst Albert Gustav Hermann von Hillern-Flinsch Margarete (Margie) Charlotte Melanie Dankberg (* 2. Januar 1890–?). Dies war die zweite Ehe seiner ersten Ehefrau. Er eröffnete ein erstes Atelier in Baden-Baden. Dort war er Teilnehmer an internationalen Schachturnieren. Seine erste Ehe dauerte von 1910 bis 1919. Ihre gemeinsame Tochter Edna von Hillern-Flinsch (* 1913) hat später Paolo Gaetani dell’Aquila d’Aragona (Sohn von Maria Franziska de Paula Antoinette zu Solms-Braunfels (* 1879 Baden-Baden; † 1971 Torre del Greco) und Luigi Gaetani dell’Aquila d’Aragona, Fürst von Piedimonte) geheiratet.
Im Ersten Weltkrieg war er Kriegsteilnehmer an allen Fronten und brachte es bis zum Hauptmann. 1920 folgte eine Übersiedlung nach München. Er besuchte zwei Jahre lang Josef Andreas Sailer (1872–1952), der in der Schellingstraße die europaweit bekannte Zeichen- und Malschule Knirr leitete, dem Mitbegründer und ersten Präsidenten des Sportclub Riessersee.
Im Jahr 1922 folgte eine Aufnahme in die Münchner Kunstakademie bei Peter Halm und als Mitglied der Münchner Künstlergenossenschaft. Von 1924 bis 1925 betrieb er ein Atelier in Positano (Italien). In dieser Zeit heiratete er zum zweiten Mal. In den Jahren 1926 bis 1936 hatte er ein Atelier in der Ohmstraße in München und war als Portraitist tätig. 1936 erfolgte eine Übersiedlung nach Berlin als Hospitant an der Berliner Kunstakademie bei Bruno Paul und zwei Jahre als Schüler bei Wilhelm Tank, einem der führenden Lehrer für Kunstanatomie im Europa des XX. Jahrhunderts.
Im Jahr 1943 fiel sein Berliner Atelier in Schutt und Asche. Er schloss seine dritte Ehe, verließ Deutschland als Nazigegner und ging nach Kärnten. 1947 kehrte er nach Deutschland zurück. Im gleichen Jahr ging er nach Schweden. In den Jahren 1947 bis 1953 wirkte er dort als Maler und Porträtist. Er gründete und betrieb eine Malschule. 1953 erfolgte die Heimkehr nach München ins Atelier in der Heßstraße. 1968 zog er in ein neues Atelier in die Riemerschmidstraße um.
Im Jahr 1986 starb der Künstler in München kurz nach seinem 102. Geburtstag. Bis zu seinem Tod hatte er noch gemalt.

## Ehrungen
- Seerosenpreis der Stadt München (1978)
- Bundesverdienstkreuz am Bande (19. März 1984)[10]